# Record d'altitude en alpinisme
Dans la seconde moitié du XIXe siècle est apparue l'idée de record d'altitude en alpinisme, qui recouvre deux notions distinctes : soit le plus haut sommet gravi, soit la plus haute altitude atteinte. La course à ces deux records a battu son plein dans la première moitié du XXe siècle, pour prendre fin le 29 mai 1953 avec l'ascension du plus haut sommet du globe, l'Everest, par Edmund Hillary et Tensing Norgay.

## Repères chronologiques

### XIXesiècleet avant
- 663 : mont Fuji (3 776 m) par le moine bouddhiste En no Gyōja[1]
- 1289 : Popocatepetl par le chef Chalchiuhtzin, un Amérindien tecuanipa
- 1er septembre 1358 : Rochemelon (3 538 m) par Bonifacius Rotarius d'Asti
- XVIe siècle : Llullaillaco (6739 m), gravi par des Incas qui sacrifient trois enfants à son sommet. Leurs momies ont été retrouvées en 1999.
- 17 septembre 1784 : Dôme du Goûter (4 304 m)  par Jean-Marie Couttet et François Cuidet
- 8 août 1786 :  Mont Blanc (4 806 m) par Jacques Balmat et Michel Paccard
- 1802 : Alexandre de Humboldt, Carlos Montufar, Aimé Bonpland et Chagra de San Juan atteignent environ 5 878 m sur les flancs du Chimborazo
- 22 juillet 1829 : sommet oriental de l'Elbrouz (5 621 m) par Killar Khashirov
- 1855 les frères Adolphe and Robert Schlagintweit, atteignent 6678 m sur l'Abi Gamin[2].
- Durant les années 1850 et 1860, les membres du Great Trigonometric Survey (GTS) britannique gravirent dans l'Himalaya des douzaines de sommets entre 20 000 et 21 000 pieds (soit entre environ 6 100 et 6 400 mètres), et plusieurs au-dessus de 21 000 pieds (environ 6 400 mètres), afin de faire des observations topographiques et de triangulation. C'est durant cette période que des revendications de record d'altitude commencèrent à être émises[3]. Cependant beaucoup de ces revendications furent par la suite revues à la baisse.
  - En 1862 un khalasi (un assistant indien du GTS) gravit le  Shilla dans la Vallée de Spiti de l'Himachal Pradesh, réputé pour être au-dessus de  23 000 pieds, soit plus de 7 000 mètres. Il est aujourd'hui coté à seulement 6 132 m[4],[5].
  - En 1865 William Johnson, lors d'un voyage illégal en Chine qui lui valut son renvoi du GTS, affirma avoir gravi un sommet[Lequel ?] de 23 898 pieds (soit 7 284 mètres dans la cordillère du Kunlun, mais la montagne[Laquelle ?] a depuis été mesurée à 6 710 mètres[4].

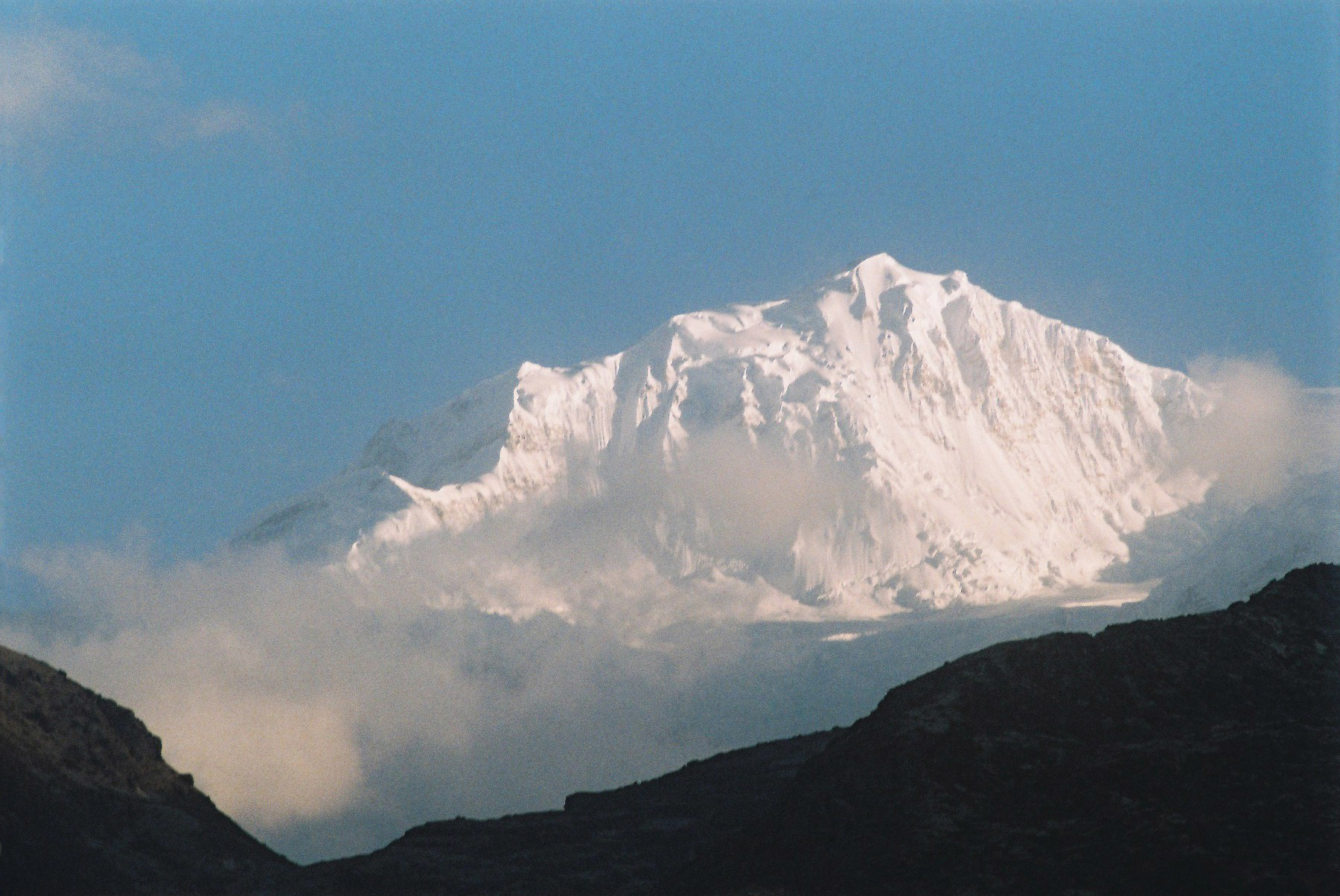
Le Kabru (7349 m) dont l'ascension controversée en 1883 par Graham Boss et Kaufman constitua le record d'altitude jusqu'en 1909, et celui du plus haut sommet gravi jusqu'en 1930.

- 1874-1875 - L'altitude de 6 784 mètres est atteinte par les géographes E. C. Ryall et I. S. Pocock sur l'Abi Gamin
- 1883 : la première expédition purement dédiée à l'alpinisme dans l'Himalaya fut menée par William Woodman Graham. Avec les Suisses Émile Boss et Ulrich Kaufman, ils atteignirent 6 920 m sur le Dunagiri (7 066 m), et revendiquèrent l'ascension de sommets connus aujourd'hui comme le Changabang (6 864 m), et le Kabru (7 349 m). La cartographie de la région était alors très médiocre, et ces ascensions furent très rapidement contestées, dans le cadre d'une controverse avec les membres du GTS ; jusqu'à récemment il fut considéré que Graham et ses compagnons avaient en fait par confusion gravi des sommets moins élevés[6]. Mais si pour le Changabang, l'arête ouest « sans grande difficulté » décrite par Graham, ne correspond pas à la raide face ouest, gravie en 1976, en 25 jours avec les techniques de big wall par Peter Boardman et Joe Tasker[7], les commentateurs récents jugent qu'il n'y a pas de raisons sérieuses de mettre en doute l'ascension du Kabru[8],[9]. Si Graham et ses compagnons gravirent effectivement le Kabru, ils détinrent le record d'altitude jusqu'en 1909, et celui du plus haut sommet gravi jusqu'en 1930.
- 1892 : William Martin Conway avec Matthias Zurbriggen et Charles Granville Bruce, fit une tentative sur le Conway le Baltoro Kangri dans le Karakorum et atteignirent le 25 août un sommet secondaire qu'ils nommèrent pic Pioneer. Le baromètre indiquait une altitude de 22 600 pieds (6 900 m), que Conway arrondit à 23 000 pieds (au-dessus de 7 000 m)[10]. Cependant le Pioneer Peak a depuis été mesuré à seulement 6 501 m (21 322 pieds)[11].
- 1897 : le 14 janvier Matthias Zurbriggen fit la première ascension répertoriée de l'Aconcagua, point culminant de la cordillère des Andes. Avec ses 6 962 m l'Aconcagua devint le plus haut point et le plus haut sommet indiscuté[12].

### XXesiècle
- 1903 : William Hunter Workman et sa femme Fanny Bullock Workman font une tentative sur le Spantik au Karakoram, s'arrêtant à environ 1 000 pieds sous le sommet. En 1905, Workman revendique le record d'altitude avec 23 964 pieds (7 309 m), rejetant l'ascension de Graham[13]. Le Spantik culmine en fait à seulement 7 027 m.
- Juillet 1905 : lors d'une tentative sur le Gurla Mandhata, Tom George Longstaff atteint une altitude estimée selon les auteurs entre 7 000 m (23 000 pieds)[14] et 7 300 m (24 000 pieds)[15], mais dans tous les cas supérieure à celle de l'Aconcagua.
- 1907 : Longstaff retourne en Himalaya avec pour objectif la Nanda Devi, mais incapable de pénétrer dans le « sanctuaire », il se tourne vers le Trisul qu'il atteint le 12 juin avec les guides Alexis Brocherel et Henri Brocherel[12]. Avec ses 7 120 m (23 360 pieds) le Trisul devint le plus haut sommet gravi et incontesté[16].
- 1907 les Norvégiens C. W. Rübenson et M. Ås atteignent la selle entre le Kabru I et le Kabru II, à 7280 m.
- 1909 : après avoir échoué au K2, l'expédition au Karakorum  de Louis-Amédée de Savoie fit une tentative sur le Chogolisa, où ils atteignirent environ 7 500 m avant de renoncer à 150 m du sommet à cause du mauvais temps[17].
- 1911 ou 1911 : ascension du Pauhunri (en) 7 128 m  par Alexander Mitchell Kellas (en), et deux sherpas

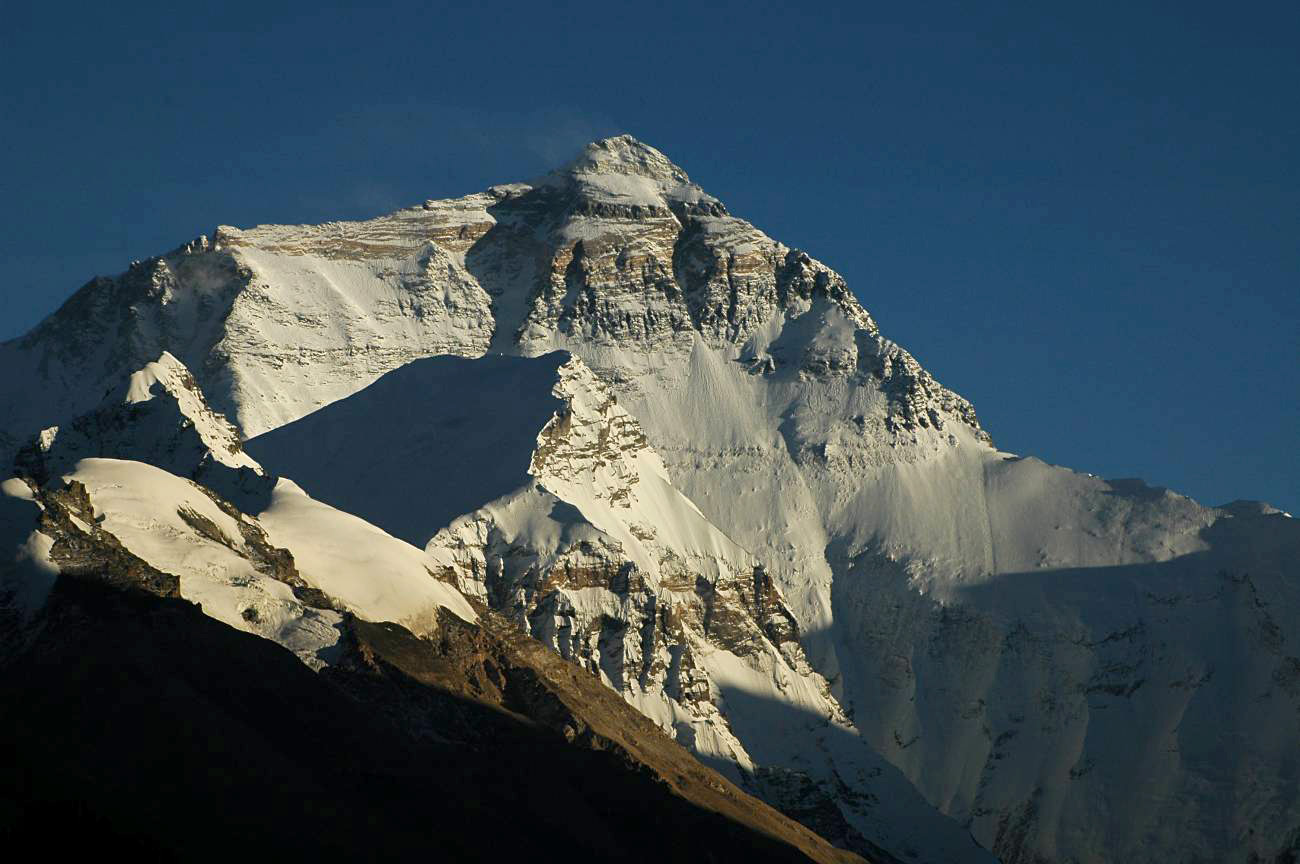
La face Nord de l'Everest, que tentèrent les expéditions britanniques des années 1920-1930

- 1922 : expédition britannique à l'Everest ;
  - 20 mai 1922 George Mallory, Howard Somervell and Edward Norton atteignirent 8 170 m (26 800 pieds) sur l'arête Nord sans oxygène[18] ;
  - 23 mai 1922 George Ingle Finch et Geoffrey Bruce, avec oxygène, atteignent 8 320 m (27 300 pieds) et renoncèrent à la suite de la défaillance de l'appareil à oxygène de Bruce[19] ;
- 1924 : nouvelle expédition britannique. Le 4 juin, Edward Norton, sans oxygène atteint 8 572 m dans le grand couloir (28 126 pieds), son compagnon Howard Somervell ayant renoncé un peu plus bas[20]. Ce record d'altitude ne fut pas dépassé avec certitude avant les années 1950, et avant 1978 sans oxygène. Trois jours plus tard  George Mallory et Andrew Irvine disparurent lors de leur tentative. Il a été fort débattu pour savoir s'il avait pu dépasser l'altitude atteinte par Norton, voire le sommet, mais aucune preuve n'a pu être apportée.

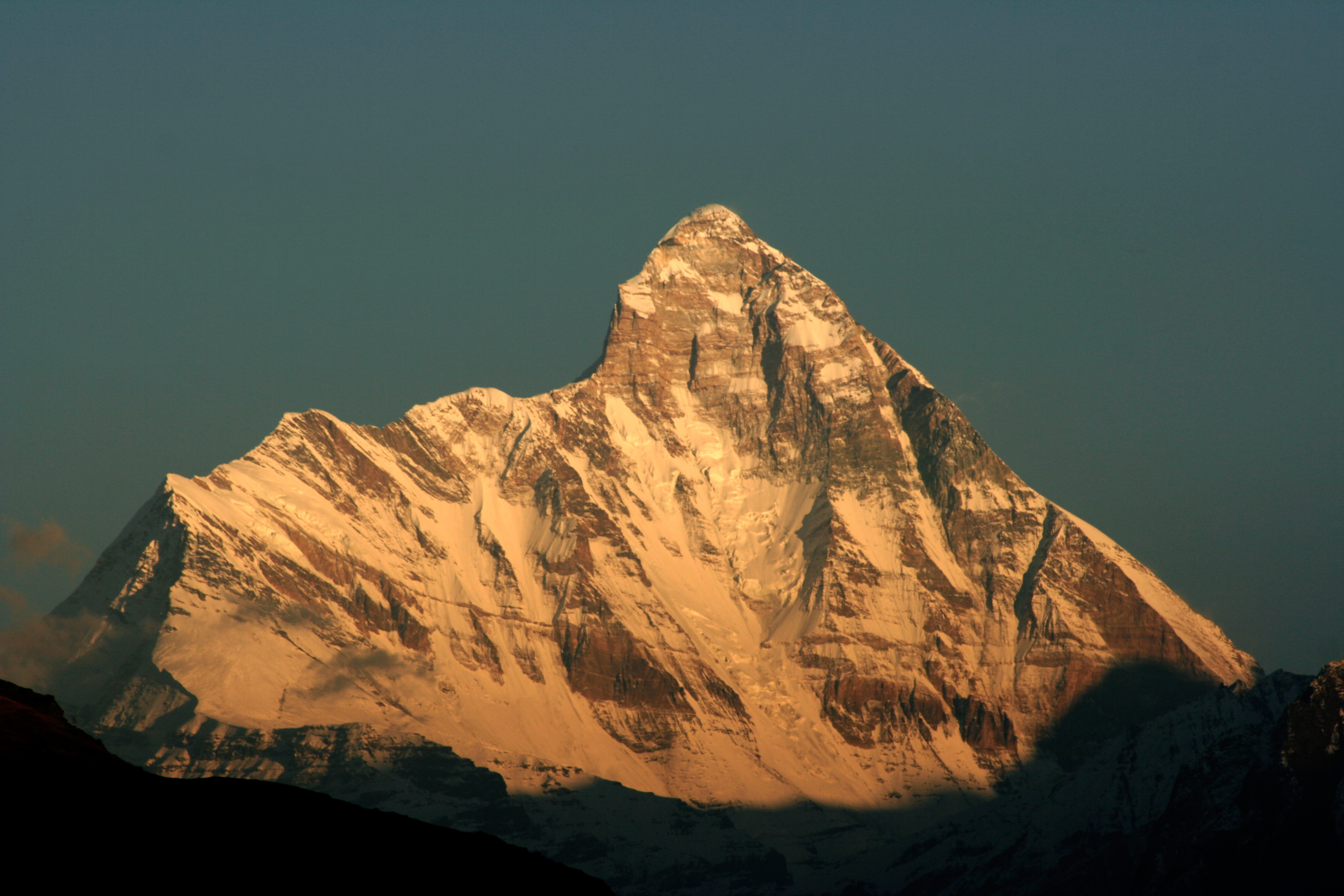
La Nanda Devi

- 1928 : Pic Lénine (7 134 m) le  25 septembre 1928 par Karl Wien, Eugene Allwein et Erwin Schneider
- 1930 : l'expédition au Kangchenjunga menée par Günter Dyhrenfurth échoue, mais Bericht Hörlin et Erwin Schneider atteignant le 3 juin le sommet du Jongsong, qui avec  7 420 m devient le plus haut sommet gravi (au-dessus du Kabru)[12],[21]
- 21 juin 1931 : Frank Smythe, Eric Shipton, R.L. Holdsworth et Lewa Sherpa atteignent le sommet du Kamet (7 756 m), premier sommet gravi au-dessus de 7 500 m[22].
- 29 août 1937 : première de la Nanda Devi (7 816 m) par Bill Tilman et Noel Odell[23]

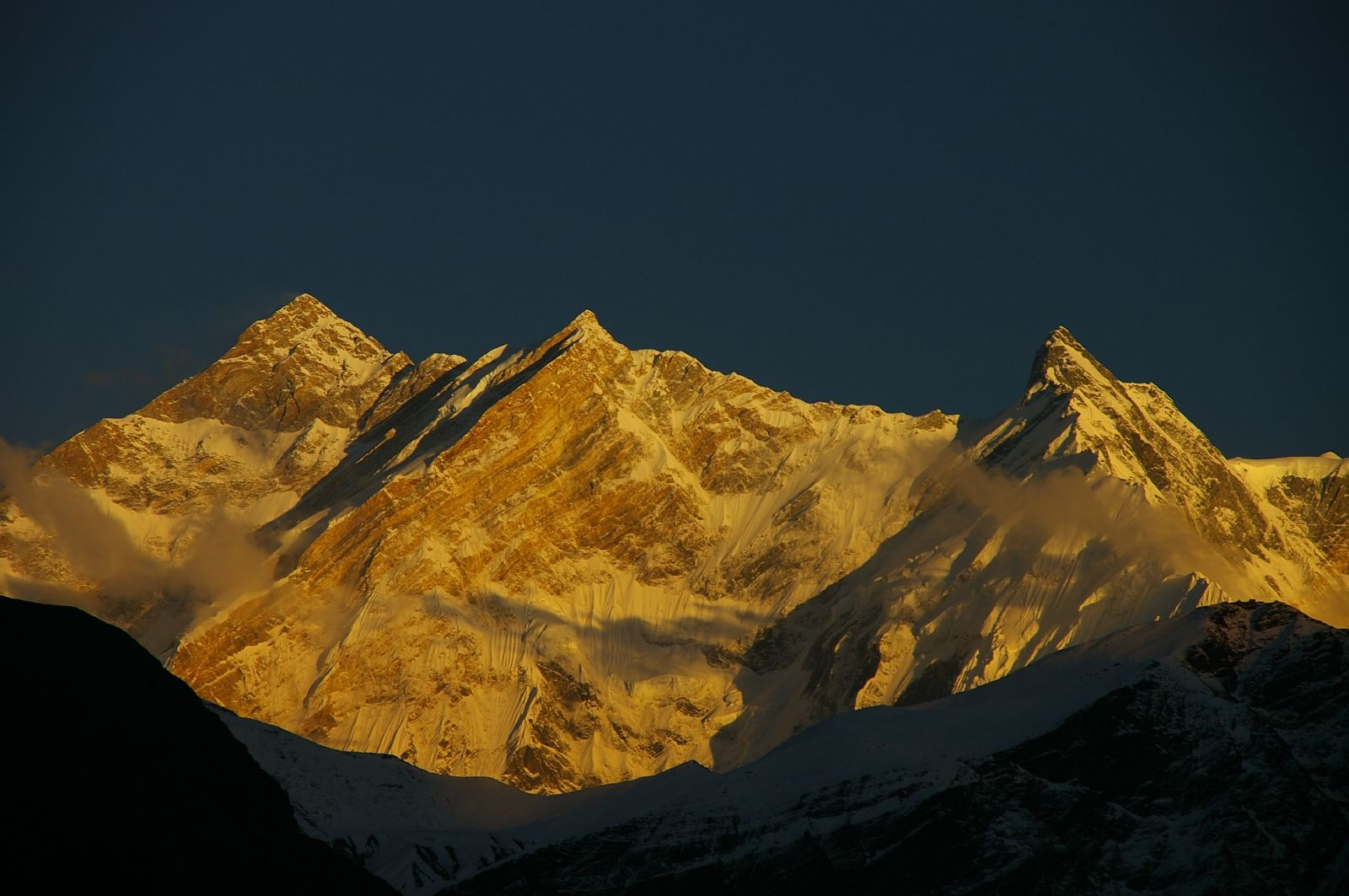
Annapurna

- 3 juin 1950 : première de l'Annapurna (8 091 m), premier 8000,  par Louis Lachenal et Maurice Herzog.

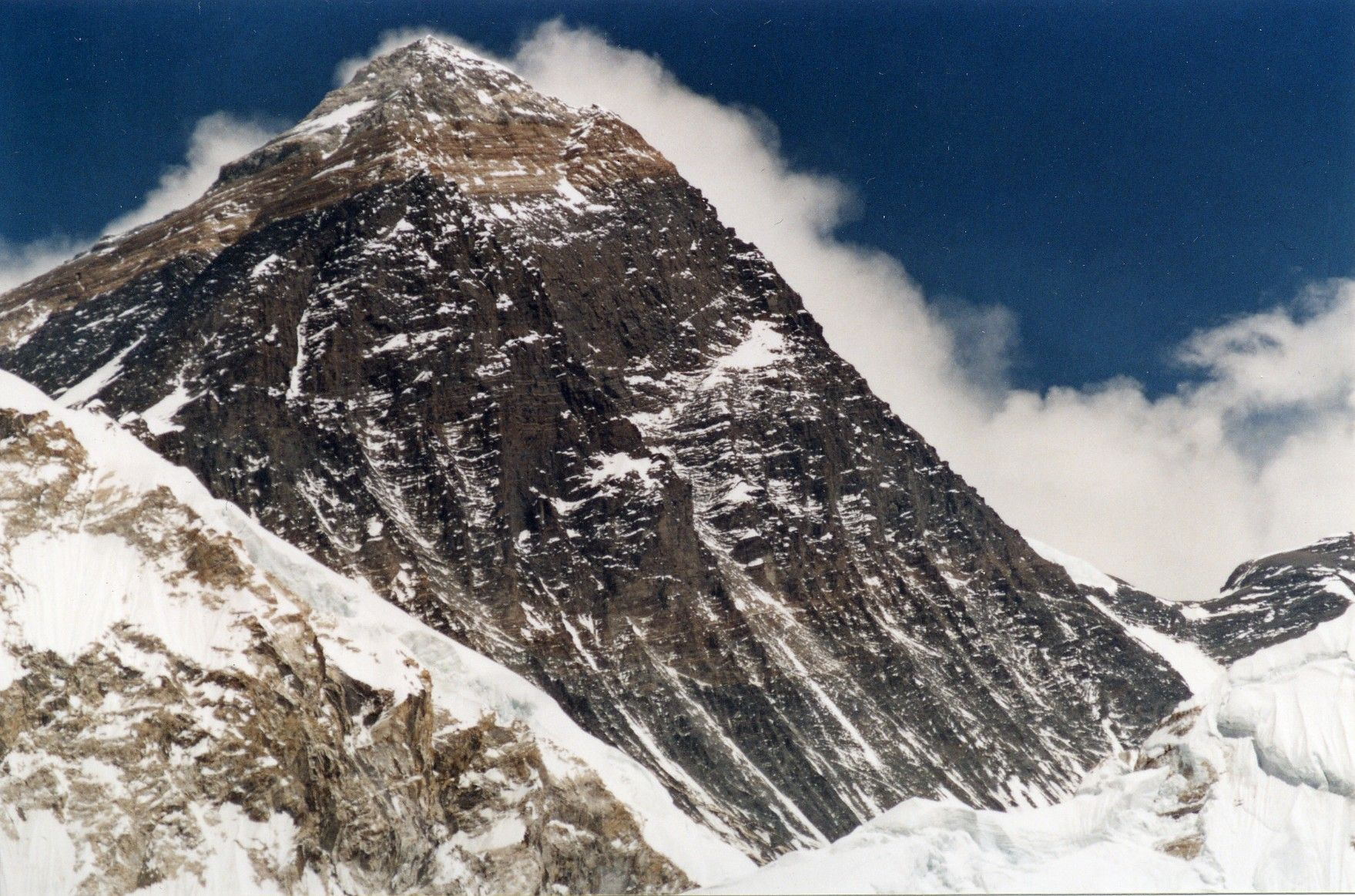
Les pentes supérieures de l'Everest. l'arête Sud-Est empruntée par les expéditions dans les années 1950, et le sommet Sud sont à droite du sommet principal

- 26 mai 1952 : Raymond Lambert, de l'expédition suisse et Tenzing Norgay atteignent environ 8 600 m sur l'arête Sud-Est de l'Everest, battant le record d'altitude des britanniques en face nord
- 26 mai 1953 : Tom Bourdillon et Charles Evans atteignent le sommet sud de l'Everest à 8 760 m, établissant un nouveau record d'altitude, et même un record de sommet, si on considère cette antécime comme un sommet à part entière[24].
- 29 mai 1953 : Edmund Hillary et Tenzing Norgay atteignent les 8 849 m du sommet établissant de manière définitive le record d'altitude en alpinisme[25].